# Manuel Esquivel

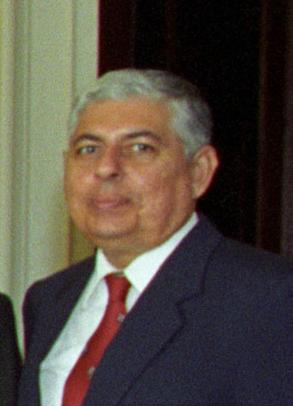
Manuel Esquivel

Manuel Esquivel (mit vollem Namen: Manuel Amadeo Esquivel; * 2. Mai 1940 in Belize City; † 10. Februar 2022 in Belize City) war ein Politiker aus Belize und zweimal Premierminister seines Landes.

## Leben
Manuel Esquivel wurde zur Zeit der britischen Kolonialherrschaft geboren. Er studierte Physik an der Loyola University in New Orleans und – nach seinem Bachelor-of-Science-Abschluss – an der Universität Bristol. Nach seiner Rückkehr in sein Heimatland arbeitete er bis 1984 als Physiklehrer am St. John’s Junior College der Jesuiten in Belize City.
Esquivels politische Laufbahn begann in der Kommunalpolitik als Mitglied des Stadtrates seiner Heimatstadt. Er gehörte zunächst der kleinen Liberal Party an. 1973 war er einer der Gründer der United Democratic Party (UDP), als sich  die Liberal Party mit zwei anderen Parteien zusammenschloss, und von 1976 bis 1982 deren Vorsitzender (party chairman). 1979 wurde er von der UDP in den Senat von Belize entsandt. 1983 wurde er zum Parteiführer (party leader) der UDP gewählt. Bei den Wahlen zum Repräsentantenhaus am 14. Dezember 1984 gewann die UDP 21 von 28 Sitzen. Drei Tage darauf wurde Manuel Esquivel der zweite Premierminister von Belize seit der Unabhängigkeit.
Die folgende Parlamentswahl am 4. September 1989 verlor die UDP knapp gegen die People’s United Party (PUP), die PUP gewann 15 Sitze, die UDP 13. Esquivels Vorgänger als Premierminister, George Price, wurde sein Nachfolger. Nach der Parlamentswahl am 30. Juni 1993 kehrte die UDP zurück an die Macht, Esquivel wurde zum zweiten Mal Premierminister. Die Parlamentswahl am 27. August 1998 gewann wiederum die PUP. Esquivel schied aus dem Amt, Said Musa wurde neuer Premierminister.

## Ehrungen
- Ehrendoktorwürde der Loyola University New Orleans